# Cuerva
Cuerva é um município da Espanha na província de Toledo, comunidade autónoma de Castilla-La Mancha, de área 38 km² com população de 1421 habitantes (2006) e densidade populacional de 35,93 hab/km².
Aparece citada por Ptolomeo em Geographías Hyphégesis como Λιβóρα, Libora (Évora), entre as povoações dos carpetanos.

## Demografia
| Variação demográfica do município entre 1991 e 2004 | Variação demográfica do município entre 1991 e 2004 | Variação demográfica do município entre 1991 e 2004 | Variação demográfica do município entre 1991 e 2004 |
| --------------------------------------------------- | --------------------------------------------------- | --------------------------------------------------- | --------------------------------------------------- |
| 1991                                                | 1996                                                | 2001                                                | 2004                                                |
| 1248                                                | 1272                                                | 1299                                                | 1348                                                |